# 鬼虫
『鬼虫（おにむし）』は、柏木ハルコによる日本の漫画作品。同作者の代表作の1つ。

## あらすじ
平安期中ごろ、寛仁年間。文明から隔離された孤島・『鬼島』。
トラゴは姉・タナを失ったことに対して罪悪感を抱き続けたまま成人になり、幼馴染のククリと結婚した。ある日、マナメという女貴族が本州からやってくる。トラゴはマナメがタナに似ていたことから、マナメに惹かれた一方、ククリもまたマナメに興味を抱いていた。様々な出来事が起こる中、トラゴは、自分がマナメを受け入れた結果、島で異変が起きたと感じ、マナメの殺害を決意するも実行には至らなかった。やがて、マナメのもたらした文明を受け入れるか否かで、島民たちの間で対立が起き、トラゴは再びマナメを殺すことを決意した。

## 登場人物

### 主要人物
トラゴ
本作の主人公。屈強な肉体を持ち、非常に怪力の女島民。既婚者。常に気丈とした物怖じしない性格。一方、家庭的な面も覗かせ、ククリとの子作りにも積極的。
ククリ
トラゴの夫。彼女とは元々、幼馴染の間柄。プロローグから数年後、トラゴと結婚する。しかし、なかなか子供を儲けることができず、焦燥を感じている。
マナメ
本作のキーパーソン。本州から流れ着いた平安貴族？（都の生活や、館の構造などに詳しいが、貴族であるという描写は本編で描かれていない）or都育ちの平民？顔立ちがタナに酷似しているため、トラゴから「タナ姉」と呼ばれているものの、実年齢は彼女よりも下である。幼い頃に、野犬に襲われ、その際に妹を失っている。
稲作や、網を使った漁猟、鉄製品の加工、弓の制作などに通じ博識。また泳ぎにも長けている。
仏教に厚く帰依している。自分が生きる為なら、他者を犠牲にする事も厭わない利己的な性格。
肉体的には常人だが、非常に強い生命力を持っている。
経緯は描かれていないが、物語終盤では、なぜか対立していたはずのクウロウ叔母の上衣を着ていた。

### その他
タナ
トラゴの実姉。通称「タナ姉」。プロローグで水難事故に遭い、死亡している。
クウロウ伯母
島の長である巫女。絶対的な発言力を持ち、漂着者であるマナメを「凶」と判断し、排除しようとする。
島の長としての責任感は強く、合い続く、火山噴火や地震などの異変、島民の離反などに苦悩する。
モモエ
クウロウの実息。当初は母の命令で、マナメを排除しようとするが、彼女と接触しコメを食べ、鉄器の切れ味など、彼女と外来の文化・文明に触れ、魅了され「（島を救うには）わいらっ！このままじゃダメで！」という信念を持つにいたり、｀神｀の命ずるままに、マナメ排斥の方針を変えない母（クウロウ）と衝突。島の若者8人やマナメとともに、島の南端に「移住」する。

## 用語
鬼島（おにしま）
本作の主要舞台。本州から遠く離れた場所に浮かぶ断崖絶壁の孤島。当初は80人弱の集落を儲けていたが、マナメの上陸から約半数にまで激減した。
本編は、寛仁年間（1017年から1021年）が舞台であるが、マナメの漂着以前に鬼島に稲作（コメ）鉄器などは普及していなかった。
過去に漂着船で、それらが伝わった形跡はあるが、漂流者からの感染症を恐れた島民により、破棄または焼き捨てられていた。
また、仏教も普及しておらず、島民は｀亀石様｀と呼ばれる｀神｀を信仰している。

## 書誌情報
- 柏木ハルコ『鬼虫』小学館（ビッグコミックス）、全5巻[1]。
  1. 2003年12月25日発売 ISBN 978-4-09-186366-9
  2. 2004年4月30日発売 ISBN 978-4-09-186367-6
  3. 2004年8月30日発売 ISBN 978-4-09-186368-3
  4. 2004年11月30日発売 ISBN 978-4-09-186369-0
  5. 2005年3月30日発売 ISBN 978-4-09-186370-6